# Michael Batz

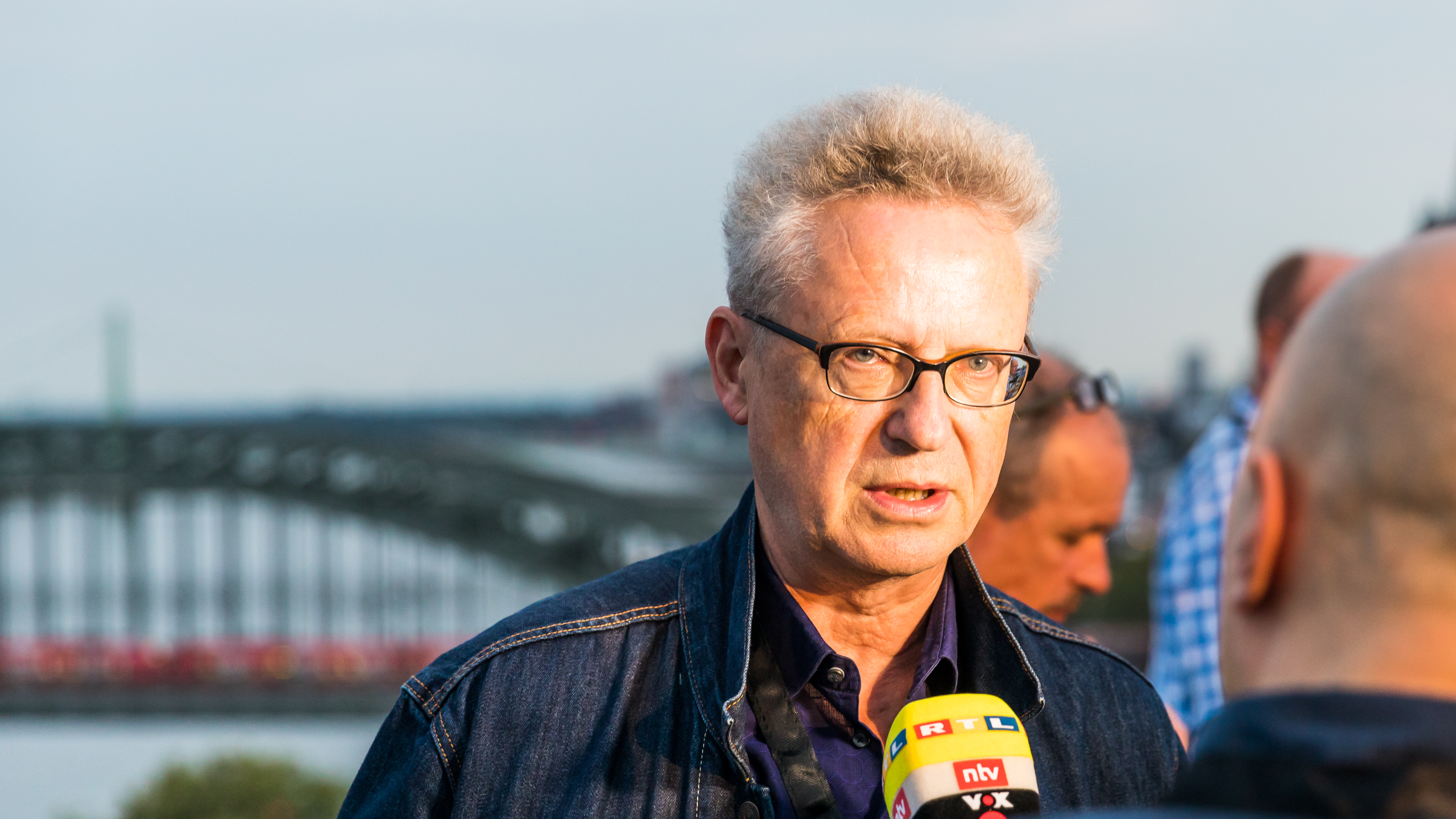
Michael Batz, 2018

Michael Batz (* 25. August 1951 in Hannover) ist ein deutscher Autor, Dramaturg, Regisseur und Lichtkünstler.
Batz absolvierte ein Studium der Germanistik, Geschichte und Philosophie an der Universität Marburg, das er 1976 mit dem ersten Staatsexamen und 1979 mit dem zweiten Staatsexamen abschloss. Seit 1976 lebt und arbeitet er in Hamburg.
Mitte der 1970er-Jahre gründete er zusammen mit Horst Schroth in Hamburg die freie Theatergruppe „Theater zwischen Tür und Angel“. Es folgten zahlreiche Produktionen im Bereich des Straßen- und Kindertheaters. Als Beitrag zur Boykottbewegung gegen die beabsichtigte Volkszählung 1987 tourte er mit Horst Schroth und Achim Konejung im Frühjahr des nämlichen Jahres in einer sog. „Volkszählungsrevue '87“ mit großem Erfolg durch viele Städte der Bundesrepublik Deutschland. Von 1990 bis 1994 war er Dramaturg auf Kampnagel und übernahm dann die künstlerische Leitung der HafenKulturtage und des Theaters in der Speicherstadt, wo von 1994 bis 2018 jeden Sommer sein Hamburger Jedermann aufgeführt wurde.
Heute tritt er hauptsächlich mit seinen Lichtinstallationen in Erscheinung. Neben vielen Beleuchtungen in Hamburg (unter anderem Beleuchtung der Speicherstadt) entwickelte er Lichtplanungen für Köln (Rheinufer) und Uelzen. Während der Fußball-WM 2006 illuminierte er den Berliner Reichstag und stellte Blue Goals auf Hamburger Dächern auf. Im August 2008 wurden für die Veranstaltung der Cruise Days 30 Schiffe und Gebäude im und am Hamburger Hafen mit 2000 blauen Lichtquellen illuminiert. Ein Blue Port (blauer Hafen) wurde auch bei den Cruise Days 2010 durch Beleuchtung von 50 Gebäuden, Schiffen und Brücken wieder umgesetzt.
Am 20. April 2012 illuminierte er im Rahmen der 2. Bergedorfer Kunstschau das Bergedorfer Schloss.
Vom 13. bis 19. August 2012 gab es den dritten Hamburg Blue Port von Michael Batz. Höhepunkt in diesem Jahr war die blau beleuchtete Elbphilharmonie, bei der die künftige Dachkonstruktion mit Stahlseilen und blauen Leuchten bereits erkennbar war. Aber auch der Rest vom Hamburger Hafen war wieder blau erleuchtet.
Des Weiteren ist Batz Autor von zahlreichen Sachbüchern, Stücken und Hörspielen.
Michael Batz erhielt 2011 den Sonderpreis des Rolf-Mares-Preises der Hamburger Theater, 2014 die Biermann-Ratjen-Medaille. Er wurde 2018 zum Ehren-Schleusenwärter der Congregation der Alster-Schleusenwärter ernannt.
Am 20. Oktober 2021 wurde Batz mit dem Bundesverdienstorden geehrt.

## Veröffentlichungen
- „Hört damit auf!“. 20 Dokumentarstücke zum Holocaust in Hamburg, Dölling und Galitz Verlag, Hamburg 2019, ISBN 978-3-86218-119-3, (Digitalisat)
- Das Haus des Paul Levy. Rothenbaumchaussee 26, Dölling und Galitz Verlag, Hamburg 2022, ISBN 978-3-86218-146-9
- Null Uhr neunzehn – Hamburger Versuche, heute noch über Krieg und Feuersturm zu sprechen. Dölling und Galitz, 2023, ISBN 978-3-86218-165-0